# Paulino Martínez Martínez
Paulino Martínez Martínez, más conocido como Paulino Martínez (San Pedro Castañero, 27 de mayo de 1939) fue un futbolista español que jugó de centrocampista. Fue conocido por su etapa en el Córdoba Club de Fútbol, con el que jugó en Primera División.

## Carrera deportiva
Nacido en un pueblo de la provincia de León, Paulino se formó en la cantera del Real Madrid Club de Fútbol. A partir de 1958 jugó en el filial blanco, el Plus Ultra. Con el Plus Ultra jugó 27 partidos y marcó 5 goles en su primera temporada en el club, que disputaba la Segunda División. En su segunda y última temporada bajó claramente su rendimiento con el Plus Ultra.
Para la temporada 1960-61 fichó por el Hércules Club de Fútbol, que también jugaba en Segunda División. Tras una buena temporada en el Hércules ficha por el Córdoba Club de Fútbol, equipo que marcaría su carrera. 
En su primera temporada con el Córdoba jugó 29 partidos y marcó un gol, Logró el ascenso a Primera División. En su primera temporada en Primera División jugó 26 partidos y marcó 3 goles, y aunque estaba en su mejor momento, en las dos temporadas siguientes apenas disputó 16 partidos y marcó 2 goles. En su última temporada como cordobesista disputó 20 partidos y dejó el club andaluz por el Club Deportivo Castellón, el último equipo que se conoce como jugara. Con el Castellón jugó 10 partidos y marcó un gol en Segunda División.

## Clubes
- Plus Ultra (1958-1960)
- Hércules Club de Fútbol (1960-1961)
- Córdoba Club de Fútbol (1961-1966)
- Club Deportivo Castellón (1966-1967)